# برنامک
برنامک یا اپلت (به انگلیسی: applet)، یک نرم‌افزار کاربردی کوچک است که در زمینه و متن برنامهٔ دیگری اجرا می‌شود، به‌عنوان مثال در یک جویشگر وب. برنامک معمولاً تابع‌های با حجم کم را انجام می‌دهد که کاربرد مستقل دارند.این نوع برنامه ها کاربرد زیادی ندارد. 

## مقدمه
اصطلاح اپلت در سال ۱۹۹۳ توسط applescript معرفی شد. کلمهٔ اپلت می‌تواند برای شرح برنامه‌هایی استفاده شود که به‌تنهایی و بدون لینک به شبکه قابل استفاده هستند. از قبیل بسته‌های کامل که با سیستم‌عامل ارائه می‌شوند برای مثال ماشین‌حساب یا یک ویرایشگر متن.

## ویژگی‌های برنامک
برنامک به‌واسطهٔ چندین خصوصیت یک زیرروال برجسته‌است:
- نخست آن که فقط در سرویس‌گیرنده[۲] اجرا می‌شود در مقایسه با سرولت[۳] (برنامه‌هایی که در سرویس‌دهنده[۴] کار می‌کنند)
- در مقایسه با زیرروال‌ها قابلیت معین و مشخصی دارند
- برنامک نوشتاری است که در زبان‌های مختلف متفاوت است. در اسکریپت‌ها با اچ‌تی‌ام‌ال فرق می‌کند.

## برنامک‌ها و برنامه‌ها
برنامک‌ها برعکس برنامه‌ها نمی‌توانند مستقل اجرا شوند. ساختار برنامک یک رابط گرافیکی قدرتمند است و اغلب با کاربر به صورت فعل و انفعالی در ارتباط است. هرچند آن‌ها از لحاظ امنیت دارای ضعف می‌باشند. 
برنامک‌ها در قالبی که توسط برنامهٔ میزبان و از طریق افزونه (پلاگین) است اجرا می‌شوند یا در برنامه‌های کاربردی سیار که بوسیلهٔ مدل برنامه‌نویسی برنامک پشتیبانی می‌شوند اجرا می‌شود.

## مثال‌ها
جاوا اپلت و فیلم‌های فلش نمونه‌هایی از اپلت‌ها هستند. نمونهٔ دیگر اپلت‌ها
Windows Media Player است که برای نشان دادن فایل‌های ویدئویی در اینترنت اکسپلورر و دیگر
جستجوگرهای وب که افزایه (پلاگین) را پشتیبانی می‌کنند مورد استفاده قرار می‌گیرد. بعضی از افزایه‌ها علاوه بر نمایش مدل‌های مختلف سه‌بُعدی در یک جویشگر وب بوسیلهٔ برنامک اجازهٔ چرخاندن مدل و بزرگ‌نمایی آن را به کاربر می‌دهند.
بسیاری از جویشگرها، بازی‌های مبتنی بر برنامک هستند، ولی، برخی برنامه‌های تابعی هستند که احتیاج به نصب دارند.

## پانوشته‌ها
1. ↑  مصوب فرهنگستان زبان و ادب فارسی برای applet (منبع)
2. ↑  Client
3. ↑  Servlet
4. ↑  Server